# Nomeny
Nomeny é uma comuna francesa na região administrativa de Grande Leste, no departamento de Meurthe-et-Moselle. Estende-se por uma área de 17,79 km². Em 2010 a comuna tinha 1 178 habitantes (densidade: 66,2 hab./km²).